# Hydroglyphus farquharensis
Hydroglyphus farquharensis är en skalbaggsart som först beskrevs av Scott 1912.  Hydroglyphus farquharensis ingår i släktet Hydroglyphus och familjen dykare. Inga underarter finns listade i Catalogue of Life.